# Osiedle Tadeusza Kotarbińskiego (Koszalin)
Osiedle im. Tadeusza Kotarbińskiego – osiedle w północnej części Koszalina. 
Osiedle powstało w technice wielkopłytowej po 1970 jako kolejny etap budowanego Osiedla Północ. Obecną nazwę nadano po 1990, pochodzi ona od biegnącej środkiem osiedla ulicy Tadeusza Kotarbińskiego. Granice osiedla im. Tadeusza Kotarbińskiego wyznaczają ulice Stanisława Staszica, Jana Pawła II i Władysława IV. Od północy granicą jest linia kolejowa Koszalin-Gdańsk, a od północnego wschodu Zespół przyrodniczo-krajobrazowy „Wąwozy grabowe”.
Przed istniejącym w południowej części osiedla kościołem pw. Ducha Świętego bł. Jan Paweł II odprawił w dniu 1 czerwca 1991 mszę świętą. Na terenie Osiedla im. Tadeusza Kotarbińskiego znajduje się Galeria Emka.
Na terenie osiedla znajdują się ulice:
- ul. Jana Pawła II (do 1991 ul. Związku Walki Młodych);
- ul. Stanisława Staszica;
- ul. Tadeusza Kotarbińskiego;
- ul. Władysława IV;
- ul. Władysława Tatarkiewicza;
- ul. Zenona Klemensiewicza;
- ul. Wacława Sierpińskiego;
- ul. Adama Próchnika;
- ul. Witolda Doroszewskiego;
- ul. Kazimierza Wyki;
- ul. Ignacego Chrzanowskiego
- ul. Juliana Krzyżanowskiego
- ul. Akademicka;
- ul. Wąwozowa